# انحياز استعياني
في علم الإحصاء، الانحياز الاستعياني أو التحيّز في اختيار العيّنات هو الانحياز في طريقة تجميع العيّنات التي ستُجرى عليها الدراسة، بحيث تقلّ احتماليّة إدراج بعض المجموعات ضمن الدراسة عن غيرها. وينتج عنه عيّنة دراسة منحازة، وعيّنة غير عشوائيّة من الأفراد (أو حتّى من العوامل غير البشريّة) احتماليّة اختيار الفرد أو الحالة فيها غير متماثلة. في حال لم يُؤَخَّذ التحيّز في اختيار العيّنات بعين الاعتبار، يمكن أن تُنسب النتائج خطأً إلى الظاهرة المدروسة وليس إلى طريقة أخذ العيّنات.
تطلق المصادر الطبّيّة في بعض الأحيان على تحيّز اختيار العينات اسم تحيز التحقّق ascertainment bias. الذي يحمل نفس التعريف، ولكنّه لا يزال يصنف أحيانًا كنوع منفصل من التحيّز.

## التمييز عن التحيّز في الاختيار
غالبًا ما يُصَنَّف تحيّز اختيار العيّنات على أنّه نوع فرعيّ من تحيّز الانتقاء (أو تحيّز الاختيار)، وأحيانًا ما يُسمّى بالتحيّز في انتقاء العيّنات، ولكن يصنّفه البعض على أنّه نوع منفصل تماماً عن التحيّز في الانتقاء. إنّ ما يُميّز التحيّز في أخذ العينات -وإن لم يكن مقبولًا عالميّاً- هو أنّه يضعف من الصلاحيّة الخارجيّة للاختبار (قابليّة النتائج للتعميم على كافّة المجتمعات)، بينما يعالج تحيّز الاختيار بشكلٍ أساسيّ الصلاحيّة الداخلية للاختلافات، أو أوجه التشابه الموجودة في العيّنة المدروسة. وبذلك، فإنّ الأخطاء التي تحدث أثناء عمليّة تحديد العيّنة أو استقطاب المجموعة المراد إجراء الدراسة عليها تؤدّي إلى التحيّز في اختيار العيّنات، بينما ينتج التحيّز في الاختيار عن أيّة أخطاء تحدث في أيّ عمليّة بعد ذلك.
ومع ذلك، غالبًا ما يُسْتَخْدَم تحيّز الاختيار والتحيّز في انتقاء العينات بشكل مترادف.

## الأنواع
تحيّز الاختيار من منطقة حقيقية محدّدة. على سبيل المثال، عند القيام بدراسة حول (استخدام المراهقين للعقاقير غير المشروعة) وأخد العيّنة المدروسة من طلّاب المدارس الثانويّة فقط، يجعل من هذه العيّنة عيّنةً منحازة لأنّها لا تشمل الطلّاب الذين يعتمدون على الدراسة في المنزل أو المراهقين المنسحبين من المدرسة. يحصل التحيّز في انتقاء العيّنة أيضاً عندما يكون تمثيل بعض الجماعات في العيّنة ناقصاً (أو على العكس مفرطاً) بالنّسبة لغيرها من الجماعات. على سبيل المثال، يتمّ اختيار الأشخاص في مقابلة «رجل في الشارع» ممّن يمشون في مكان معيّن، في هذه الحالة سيكون تمثيل الأفراد الأصحّاء الذين من المحتمل أن يكونوا خارج المنزل أكثر من الأفراد المصابين بمرض مزمن يفرض عليهم البقاء في المنزل. قد يكون هذا شكلًا متطرفًا من التحيّز في اختيار العيّنات، نظرًا لاستبعاد أفراد معينين من العيّنة بشكلٍ كامل (أي، احتمال اختيارهم هو الصفر).
تحيّز الاختيار الذاتي (انظر أيضًا تحيز عدم الاستجابة)، وهو ممكنٌ عندما تمتلك مجموعة الأشخاص الذين تجرى عليهم الدراسة أيّ شكلٍ من أشكال السيطرة على المشاركة (وفقاً للمتطلّبات التي تفرضها المعايير الحاليّة لأخلاقيّات البحث في المواضيع المتعلّقة بالإنسان على العديد من أشكال الدراسات الآنيّة والدراسات طويلة الأمد). من الممكن أن يرتبط قرار المشاركين بمشاركتهم بالدراسة أو لا، بالسمات التي تؤثّر على الدراسة، وهو ما يجعل من المشاركين عيّنة غير تمثيلية. على سبيل المثال، قد يملك المتعصّبون لأفكارهم أو أولئك الذين يحملون الكثير من المعارف استعدادًا أكبر لقضاء بعض الوقت في الإجابة على استطلاع رأي من أولئك الذين لا يملكون تلك السمات. مثال آخر هو استطلاعات الرأي عبر الإنترنت والهاتف، فالعيّنات في هذه الحالة هي عيّنات منحازة لأنّ المشاركين في الدراسة هم من قرّر المشاركة من تلقاء أنفسهم. عادةّ ما يكون تمثيل الأفراد ممّن لديهم دوافع كبيرة للرد على الدراسة (المتحمّسين للمشاركة بالدراسة)، والأفراد المتمسّكين بشدّة بآرائهم، أكبر بكثير من تمثيل أولئك الأفراد غير المبالين بهذه الدراسات أو غير المكترثين للمشاركة بها. وغالبًا ما يؤدّي ذلك إلى استقطاب الاستجابات ذات وجهات النظر المتطرّفة التي تُمْنَح حجماً غير متناسب مع حجمها الحقيقيّ. نتيجة لذلك، تعتبر هذه الأنواع من الاستطلاعات غير علميّة.
الفحص المسبق للمشاركين في التجربة، أو الإعلان عن الحاجة لمتطوّعين للمشاركة في الدراسة داخل مجموعات محدّدة. على سبيل المثال، قد يتمّ إجراء دراسة ما «لإثبات» أنّ التّدخين لا يؤثّر على اللياقة البدنيّة في مركز محلّيّ للّياقة البدنية، ونشر هذا الإعلان للمدخّنين خلال فترة التمارين الرياضيّة المتقدّمة، ولغير المدخنين خلال جلسات تخفيف الوزن.
ينتج تحيّز الاستبعاد عن استبعاد مجموعات محدّدة خارج عيّنة الدراسة، على سبيل المثال استبعاد الحالات التي انتقلت مؤخرًا إلى المنطقة التي تُجرى فيها الدراسة (قد يحدث هذا عندما لا تتوافر الحالات التي انتقلت مؤخّراً إلى منطقة الدراسة في سجلّ يُعرّف الجمهور المُصَدِّر للعيّنة). يعدّ استبعاد الحالات التي تنتقل من منطقة الدراسة أثناء المتابعة مماثلاً للحالات التي انسحبت من الدراسة أو للحالات التي لم تبدِ استجابةً لها بالأساس، وهو تحيّز في الاختيار لأنه يؤثّر على الصلاحيّة الداخلية للدراسة.
تحيّز المستخدم السليم صحّيّاً، عندما يكون الجمهور الذي تُجرى عليه الدراسة أكثر سلامةً صحّيّةً من عامة السكّان. على سبيل المثال، من غير المرجّح أن يملك شخص في حالة صحّيّة سيّئة وظيفة عامل.
مغالطة بيركسون، عندما يُخْتَار مجتمع الدراسة من المستشفى وبالتالي تكون عيّنة الدراسة أقلّ سلامة صحّية من عامّة السكّان. يمكن أن يؤدي ذلك إلى وجود علاقة سلبيّة زائفة بين الأمراض: فمن المرجّح أن يكون مريض المستشفى الذي لا يعاني من داء السكّري مُصابأً بمرضٍ آخر معيّن كالتهاب المرارة، وذلك لأنّه لا بدّ من وجود علّة ما لدخوله المستشفى في المقام الأوّل.

## أخذ العينات استنادًا إلى الأعراض
تبدأ دراسة الحالات الطبية بتقارير سردية. لا تشمل هذه التقارير بحكم طبيعتها إلا التقارير التابعة للتشخيص والعلاج، فمثلا يُقال عن الطفل الذي لا ينجح في التعلّم بأنه مصاب بعسر القراءة أكثر من الطفل الذي يقدّم جهدًا كبيرًا وينجح. يحاول الآباء، نتيجةً لذلك، منع وصم أطفالهم بالتشخيصات المرتبطة بمشكلات سلوكية معينة أو إعاقة ذهنية، فيؤدي ذلك إلى إظهار المزيد من الانحياز. تُظهر الدراسات التي اُختيرت بعناية من مجموعات سكانية كاملة أن العديد من هذه الحالات هي أكثر شيوعًا، وهي عادة ما تكون أكثر اعتدالًا مما كان يُعتقد سابقًا.

## الانتقاء الناقص في دراسات الأصل
يوصَف علم الوراثة بأنه محدود في كيفية الحصول على البيانات من الجماعات البشرية. على سبيل المثال نتطرق للنظر في صفات الإنسان. نحن مهتمون بتقرير ما إذا كانت الصفة موروثة كسمة مندلية بسيطة. وفقًا لقوانين الوراثة المندلية إذا لم يملك الوالدين في الأسرة الصفة لكنهم يحملون أليلها فهم حاملون لها. سيحصل كل طفل في هذه الحالة على فرصة بنسبة 25٪ لإظهار هذه الصفة. تنشأ المشكلة لأننا لا نستطيع تحديد العائلات التي يكون فيها كلا الوالدين حاملين ما لم يكن لديهم طفل يُظهر هذه الصفة. يتبع هذا الوصف كتاب ساتون.
يوضح الشكل في الصورة أصول جميع العائلات المحتملة التي لديها طفلان عندما يكون الوالدان حاملين لهذه الصفات.
- انتقاء غير ناقص: يجب أن نكون قادرين في حالة العالم المثالي على اكتشاف كل هذه العائلات التي تملك المورثة، ومن بينهم أولئك الذين يحملونها ببساطة. سيكون التحليل في هذه الحالة خاليًا من انحياز التحقق، وستكون الأصول تحت حالة الانتقاء غير الناقص في الممارسة العملية. علاوة على ذلك، تحدد معظم الدراسات وتشمل العائلات في الدراسة المستندة على وجود أفراد مصابين.

رانتقاء ناقص: عندما يكون لدى الأفراد المصابين فرصة متساوية لإدراجهم في الدراسة فيسمى ذلك انتقاءًا ناقصًا، ويدل ذلك على الاستبعاد غير المقصود للعائلات التي تحمل المورثة. يزداد احتمال تضمين الأسر التي تملك طفلان مصابان أو أكثر في هذه الدراسة، وذلك بسبب حدوث الانتقاء على المستوى الفردي.
- انتقاء ناقص كلّي: هو حالة مميزة حيث يكون لكل عائلة ذات طفل مصاب فرصة متساوية في اختيارها للدراسة.

## تأثير رجل الكهف
يُعطى تأثير رجل الكهف كمثال على انحياز الانتقاء. يأتي معظم فهم الناس لشعوب ما قبل التاريخ من الكهوف واللوحات القديمة التي صُنعت منذ 40000 سنة. من المرجح أن تظل الأدلة على حفر النار والبقايا والمقابر على حالها في العصر الحديث في الكهوف. يرتبط البشر في عصور ما قبل التاريخ بالكهوف لأنها المكان الذي لا تزال فيه الحقائق موجودة، ويعود ذلك إلى أن معظمهم كانوا يعيشون في كهوف لمعظم حياتهم.

## مشاكل ناتجة عن الانحياز الاستعياني
يشكل الانحياز الاستعياني مشكلة في بعض الأحيان لأنه من الممكن أن تكون الإحصائية المحسوبة للعينة خاطئة منهجيًا. يمكن أن يؤدي هذا الانحياز إلى تقدير زائد أو متدني للمؤشر المشابه في المجموعة. يحدث هذا الانحياز أيضًا في الممارسة العملية، فمن المستحيل عملياً ضمان العشوائية الكاملة في أخذ العينات. يمكن معاملة العينة كتقدير تقريبي معقول لعينة عشوائية إذا كانت درجة التشويه صغيرة. وإذا لم تختلف العينة بشكل ملحوظ في الكمية المقاسة، فيمكن أن تُعتبر العينة المنحازة تقديرًا معقولًا.
تتضمن كلمة الانحياز دلالة سلبية قوية، وتأتي الانحيازات في بعض الأحيان من نية متعمدة للتضليل أو غيرها من أساليب الاحتيال العلمي. تمثل الانحيازات في الاستخدام الإحصائي مجرد خاصية رياضية، وتختلف من كونها متعمدة أو ناتجة عن تسرع. تُعرّف العينة المنحازة في كثير من الأحيان بأنها مجرد انعكاس لصعوبة الحصول على عينة تمثيلية حقيقية أو جهل بالانحياز في عملية القياس أو التحليل، وذلك في حين أن بعض الأفراد قد يتعمدون استخدام عينة منحازة لإنتاج نتائج مضللة.
تستخدم بعض العينات تصميمًا إحصائيًا منحازًا يتيح تقدير المؤشرات. فمثلًا عمل المركز القومي الأمريكي للإحصاءات الصحية على تغطية عينات من الأقليات في العديد من استطلاعات الرأي على مستوى البلاد. كان الهدف منها الحصول على دقة كافية للتقديرات ضمن هذه المجموعات. تتطلب هذه الاستطلاعات استخدام أوزان العينات لتكوين تقديرات مناسبة في جميع المجموعات العرقية. توفر هذه العينات تقديرًا دقيقًا لمؤشرات السكان شريطة أن تستوفي شروطًا معينة، فيجب مثلأ أن تُحسب وتُستخدم بطريقة صحيحة.

## التصحيحات الإحصائية لعينة منحازة
إذا استُبعدت قطاعات كاملة من السكان من العينة فلن يكون هناك تعديلات يمكن أن تشكل تقديرات تمثل جميع السكان. ولكن إذا كانت بعض المجموعات ممثلة تمثيلا ناقصًا ويمكن تقدير درجة هذا التمثيل، فإن تأثير العينات يمكن أن يصحح الانحياز. إن نجاح التصحيح يقتصر على نموذج الانتقاء الذي اختير مسبقًا. قد تكون الطرق المستخدمة لتصحيح هذا التحيز غير دقيقة إذا كانت بعض المتغيرات مفقودة.
تقول أحد الأمثلة بأنه قد يشمل السكان الافتراضيون 10 ملايين رجل و 10 ملايين امرأة. لنفترض أن عينة منحازة من 100 مريض شملت 20 رجلا و 80 امرأة. يمكن للباحث تصحيح هذا الخلل عن طريق ربط وزن 2.5 لكل ذكر و 0.625 لكل أنثى. وهذا من شأنه ضبط التقديرات لتحقيق نفس القيمة المتوقعة للعينة التي تضمنت بالضبط 50 رجلاً و 50 امرأة. لا يحدث ذلك عند اختلاف الرجال والنساء في احتمال مشاركتهم في الاستبيان.